# Klassisk filologi
Ved klassisk filologi forstås den videnskabelige beskæftigelse med klassiske, dvs. græske og latinske, kulturers mindesmærker, særlig de litterære. Den falder i talrige underdiscipliner, såsom grammatik, metrik, eksegese, tekstkritik, litteraturhistorie, antikviteter, mytologi osv. og kræver desuden hjælpevidenskaber som palæografi, epigrafik og mange andre.
Den klassiske filologi har sit udspring i den klassiske oldtid: Allerede sofisterne og de nærmest følgende filosoffer fortolkede lejlighedsvis gamle litteraturværker og reflekterede over sprogets fænomener, og den filologiske forskning blev for alvor sat i system på det store bibliotek i Alexandria.
I Danmark kan man i dag læse klassisk filologi ved Aarhus Universitet, Københavns Universitet og Syddansk Universitet.
| Sprog | Spire Denne artikel om sprog er en spire som bør udbygges. Du er velkommen til at hjælpe Wikipedia ved at udvide den. |